# Thecla arsace
Thecla arsace är en fjärilsart som beskrevs av Jean Baptiste Boisduval 1833. Thecla arsace ingår i släktet Thecla och familjen juvelvingar. Inga underarter finns listade i Catalogue of Life.